# Pismo Kozaków zaporoskich do sułtana Mehmeda IV
List Kozaków zaporoskich do sułtana – domniemana piśmiennicza pamiątka historii Siczy Zaporoskiej, najprawdopodobniej znacznie później napisana mistyfikacja. List miał być podpisany przez atamana koszowego Iwana Sirkę wraz z „całą Siczą Zaporoską” w odpowiedzi na ultimatum sułtana osmańskiego Mehmeda IV.
Datowanie listu jest niepewne; podaje się bardzo wiele dat jego powstania. Biorąc jednak pod uwagę okres życia Iwana Sirki (zmarł w 1680 roku) oraz okres walk Mehmeda z Kozakami i zakładając, że list nie jest mistyfikacją, najbardziej prawdopodobnymi datami są rok 1675 lub 1680.
Oryginał pisma nie zachował się do naszych czasów, jednak w latach siedemdziesiątych XIX wieku została odnaleziona kopia (lub wspomniana wyżej mistyfikacja) pisma sporządzona w XVIII wieku. Odnalazł ją etnograf-hobbysta z Jekaterynosławia, a następnie przekazał historykowi Dmytrowi Jawornickiemu. Ten z kolei odczytywał pismo dla rozweselenia swoich gości, wśród których był artysta malarz Ilja Riepin. Riepin zainteresował się całą historią i w 1880 roku rozpoczął prace nad przedstawiającym scenę pisania listu obrazem Kozacy piszą list do sułtana.

## Treść rzekomej korespondencji

### Oferta Mehmeda IV
Ja, sułtan, syn Mehmeda, brat Słońca i Księżyca, wnuk i namiestnik Boga, Pan królestw Macedonii, Babilonu, Jerozolimy, Wielkiego i Małego Egiptu, Król nad Królami, Pan nad Panami, znamienity rycerz, niezwyciężony dowódca, niepokonany obrońca miasta Pańskiego, wypełniający wolę samego Boga, nadzieja i uspokojenie dla muzułmanów, budzący przestrach, ale i wielki obrońca chrześcijan — nakazuję wam, Kozakom zaporoskim, poddać się mi dobrowolnie bez żadnego oporu i nie kazać mi się więcej waszymi napaściami przejmować.
Sułtan turecki Mehmed IV

### Odpowiedź Kozaków
Zaporoscy Kozacy do sułtana tureckiego!
Ty, sułtanie, diable turecki, przeklętego diabła bracie i towarzyszu, samego Lucyfera sekretarzu. Jaki z ciebie do diabła rycerz, jeśli nie umiesz gołą dupą jeża zabić. Twoje wojsko zjada czarcie gówno. Nie będziesz ty, suki ty synu, synów chrześcijańskiej ziemi pod sobą mieć, walczyć będziemy z tobą ziemią i wodą, kurwa twoja mać. Kucharzu ty babiloński, kołodzieju macedoński, piwowarze jerozolimski, garbarzu aleksandryjski, świński pastuchu Wielkiego i Małego Egiptu, świnio armeńska, podolski złodziejaszku, kołczanie tatarski, kacie kamieniecki i błaźnie dla wszystkiego, co na ziemi i pod ziemią, szatańskiego węża potomku i chuju złamany. Świński ty ryju, kobyli zadzie, psie rzeźnika, niechrzczony łbie, kurwa twoja mać.
O tak ci Kozacy zaporoscy odpowiadają, plugawcze. Nie będziesz ty nawet naszych świń wypasać. Teraz kończymy, daty nie znamy, bo kalendarza nie mamy, miesiąc na niebie, a rok w księgach zapisany, a dzień u nas taki jak i u was, za co możecie nas w dupę pocałować!
Podpisali: Ataman Koszowy Iwan Sirko ze wszystkimi zaporożcami

## List w literaturze i sztuce

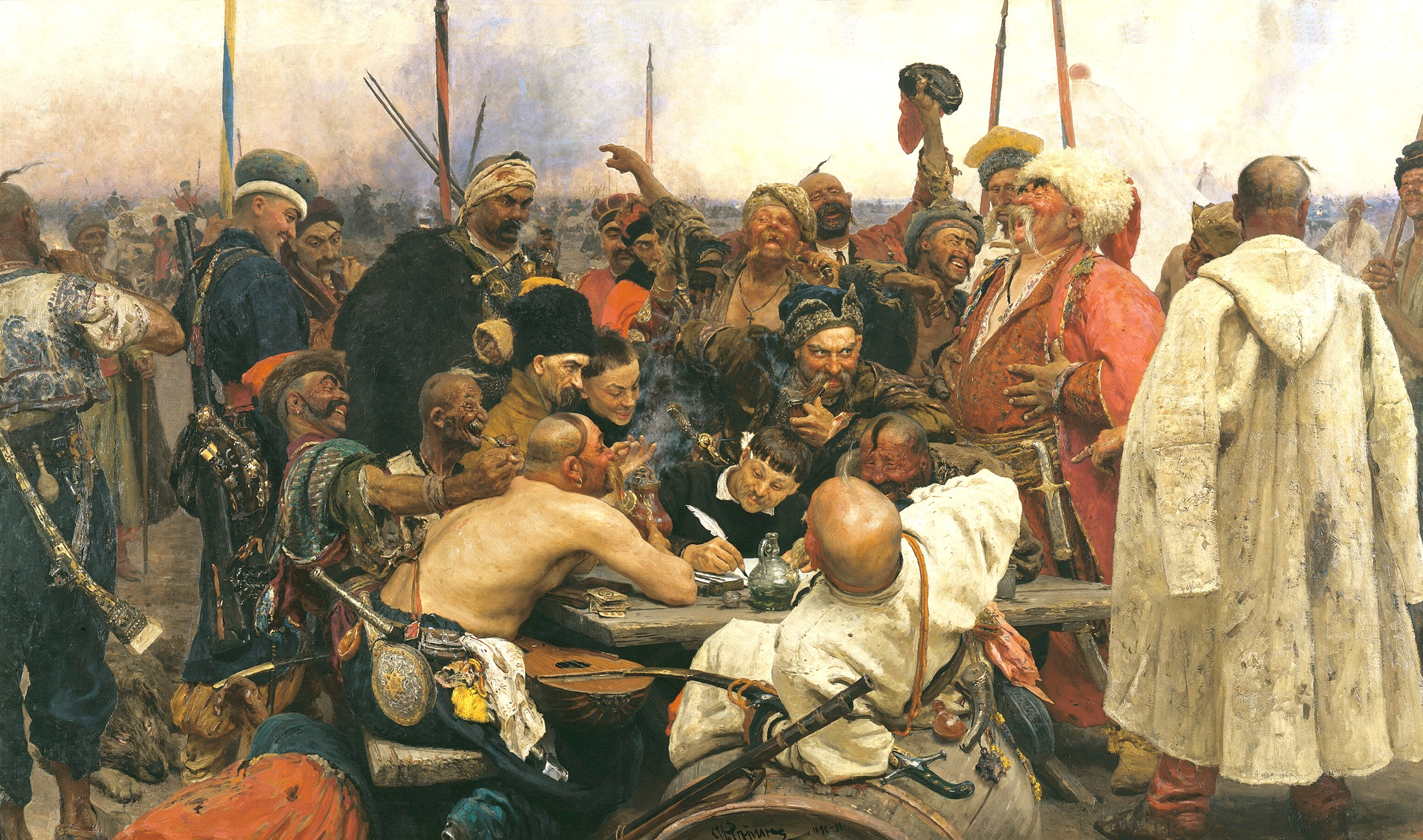
Kozacy piszą list do sułtana. Obraz pędzla Ilji Riepina namalowany w latach 1878–1891. Muzeum Rosyjskie w Sankt Petersburgu

List stał się inspiracją do obrazu Kozacy piszą list do sułtana pędzla Ilji Riepina.
Treść listu sparafrazował francuski poeta Guillaume Apollinaire w wierszu Réponse des Cosaques Zaporogues au Sultan de Constantinople (Odpowiedź Kozaków Zaporoskich sułtanowi w Konstantynopolu), będącego częścią poematu La Chanson du Mal-aimé (Piosenka niekochanego) z tomu Alkohole.
Wiersz Apollinaire'a zaczyna się od słów:

Pomiocie nędzny Barabasza
Z rogami na łbie jak szatany
Nie zjesz nas w belzebubskiej kaszy
Baryło spita pomyjami

Z kolei Dmitrij Szostakowicz ów wiersz Apollinaire'a uczynił tekstem 8. części swojej XIV Symfonii, op. 135.
Scena pisania listu przedstawiona jest w filmowym dramacie historycznym Taras Bulba na podstawie powieści Nikołaja Gogola produkcji rosyjsko-ukraińskiej z 2009 r. Wykorzystanie jej jest przekłamaniem historycznym, komponującym się z propagandowym (między innymi antypolskim) charakterem filmu. Akcja powieści Gogola toczy się bowiem wiek przed rzekomym czasem powstania pisma (akcja powieści XVI w., narodziny podpisanego pod listem Iwana Sirki – początek XVII w.). W scenie pisania listu jednym z prowodyrów jest tytułowy bohater powieści Taras Bulba, a nie rzekomo pod nim podpisany Iwan Sirko.
W kwietniu 2014 motyw ten wykorzystany został w skeczu, w którym wystąpił Wołodymyr Zełenski wraz z dwoma innymi aktorami. Skecz został odegrany w ramach show „Wieczorny Kwartał”, w którym komicy nawiązali do aneksji Krymu przez Rosję i zaadresowali list do Putina.
Lirycznego przekładu tekstu do muzyki tureckiej i kozackiej dokonał Jarosław Gugała w ramach działalności Zespołu Reprezentacyjnego. 23 marca 2022 na kanale YouTube zespołu opublikowane zostało nagranie, w którym Gugała wykonuje utwór z dedykacją dla ludności ukraińskiej ze szczególnym wyróżnieniem mieszkańców Zaporoża. Nagranie powstało jako reakcja na inwazję Rosji na Ukrainę w marcu 2022.